# Mark Pellegrino
Mark Pellegrino (Los Angeles, Califórnia, 9 de abril de 1965) é um ator americano de cinema e televisão que tem atuado de forma constante desde a década de 1980. O seu personagem mais conhecido é Lúcifer, na série Supernatural. Ele já atuou também como o ex-marido abusivo de Rita, Paul Bennett, em Dexter, e também como o misterioso Jacob na série da ABC Lost.

## Carreira
Teve participações em séries de televisão como Northern Exposure, ER, The X-Files, NYPD Blue, CSI: Crime Scene Investigation,  Knight Rider e como o sheriff Standall (pai de Alex) de 13 Reasons Why (série da Netflix). Ele é professor na Playhouse West no norte de Hollywood. Ele também é um veterano do Exército dos Estados Unidos. Em março de 2009, Pellegrino foi chamado para o elenco da série da ABC Lost para aparecer no episódio final da quinta temporada final , para fazer o papel do misterioso Jacob. Embora o comunicado da imprensa para esse episódio refira ao personagem dele simplesmente como "Homem No.1", o episódio revela que Pellegrino retratando Jacob, um misterioso personagem crucial para o que a trama mostra . Outro grande papel em sua carreira foi interpretar o Anjo Caído, (Lúcifer) em alguns episódios da série de terror/fantasia da CW, Supernatural. E também numa série da CW, The Tomorrow People, como Dr. Jedikiah Price, geneticista e tio do principal, Stephen Jameson.

## Filmografia
- Far Cry 5 (2018) - Jacob Seed - Jogo eletrônico, voz e captura de movimento
- 13 Reasons Why (2017) - Policial Standall, pai do Alex
- Quantico (2015) - Director Clayton
- The Returned (2015) - Jack Winship
- The Tomorrow People (2013) - Jedikiah Price
- Revolution (2012) - General
- Person of Interest (2012) - Daniel Drake
- Grimm (2012) - Jarold Kempfer
- Being Human (2011) - James Bishop
- The Mentalist (2009) - Von McBride
- Supernatural (2009-2012/2015-2018/2020) - Lucifer/Nick
- Lost (2009) - Jacob
- CSI (2009) (first time 2005) - Bruno Curtis
- An American Affair (2009) - Graham Caswell
- Ghost Whisperer (2009) - Ben Tilman (no episódio "Leap of Faith")
- Criminal Minds (2008) - como Lieutenant Evans
- Prison Break (2008) - como Vicon
- Chuck (2008/2012) - Agente Fulcrum/Hector
- The Number 23 (2007) - Kyle Finch
- Burn Notice (2007) - Quentin
- Dexter (2007) - Paul
- Grey's anatomy (2007) - Chris
- The Unit (2006) - Gary Soto
- Caffeine (2006) - Tom
- Capote (2005) - Dick Hickock
- National Treasure (2004) - Agente Johnson
- Twisted (2004) - Jimmy Schmidt
- Spartan (2004) - Convict
- The Hunted (2003) - Dale Hewitt
- Mulholland Drive (2001) - Joe Messing
- Say It Isn't So (2001) - Jimmy Mitchelson
- Drowning Mona (2000) - Murph Calzone
- Word of Mouth (1999) - Darrow (como Robert Rand)
- A Murder of Crows (1999) - Prof. Arthur Corvus
- Brimstone(1998) - Robert Busch
- The Big Lebowski (1998) - Blond Treehorn Thug
- The Lost World: Jurassic Park (1997) - Turista #6
- Lethal Weapon 3 (1992) - Billy Phelps
- Prayer of the Rollerboys (1991) - Bango
- No Holds Barred (1989) - irmão mais novo de Hulk Hogan
- Death Wish 4: The Crackdown (1987) - Punk
- Fatal Beauty (1987) - ajudante de Brad Dourif, "Frankenstein"
- speak red  (1986) - turista#9
- Arquivo X - Derwood Spinx (episódio "Hungry")